# Philippe Kirsch
Pour les articles homonymes, voir Kirsch (homonymie).
Philippe Kirsch, né le 1er avril 1947, est un avocat canadien qui a présidé la Cour pénale internationale jusqu'en mars 2009 et est juge affecté à la Section des appels.

## Fonctions
Né à Namur en Belgique, Philippe Kirsch arrive au Canada à l’âge de quatorze ans. Détenteur d’une licence et d’une maîtrise en droit de l’université de Montréal et membre du Barreau du Québec, il commence sa carrière diplomatique à l’ambassade du Canada au Pérou.

### Fonctions nationales
Membre du barreau de la province de Québec, il a été nommé Queen's Counsel (Conseiller de la Reine) en 1988. Après sa carrière  diplomatique à l’ambassade du Canada au Pérou, Philippe Kirsch agit à titre de jurisconsulte au ministère des Affaires extérieures du Canada et accepte différents mandats auprès des Nations unies, notamment à titre d’ambassadeur et de représentant permanent adjoint du Canada à New York, ainsi qu’ambassadeur et agent pour le Canada auprès de la Cour internationale de justice à La Haye.
En 1999, Philippe Kirsch accepte le poste d’ambassadeur du Canada en Suède.

### Fonctions internationales
En 1998, le juge Kirsch a exercé la fonction de président du Comité plénier de la Conférence diplomatique des plénipotentiaires des Nations unies sur la création d’une Cour criminelle internationale (la Conférence de Rome). 
Il a été également président de la Commission préparatoire de la Cour pénale internationale (1999 ‑ 2002). 
L’expérience du juge Kirsch en droit international humanitaire comprend les fonctions de Président du Comité de rédaction de la Conférence internationale sur la protection des victimes de guerre (1993), du Comité de rédaction des 26e et 27e Conférences internationales de la Croix‑Rouge et du Croissant‑Rouge (1995, 1999) et de leurs réunions connexes. 
Il a été Président du Comité national canadien sur le droit humanitaire (1998 ‑ 1999) et membre du Groupe des conseillers internationaux du Comité international de la Croix‑Rouge (2000 ‑ 2003). 
Il a assuré la présidence du Comité spécial des Nations unies pour la répression des actes de terrorisme (1997‑1999) et de conférences internationales abordant des questions liées au terrorisme telles que la répression des actes illégaux dans les domaines de l’aviation civile et de la navigation maritime internationales. 
Il a également été Président du comité ad hoc des Nations unies qui a élaboré la Convention sur la sécurité du personnel des Nations unies et du personnel associé (1993‑1994).  
Le juge Kirsch a plaidé par deux fois en tant qu’agent devant la Cour internationale de Justice. Il a également participé à des arbitrages internationaux et a été membre de la Cour permanente d’arbitrage (1995-1999).

## Récompenses
- En 1999, il a reçu le prix Robert S. Litvack des droits de la personne, ainsi que le prix du Ministre des Affaires étrangères pour l’excellence de son travail en politique étrangère.
- Le prix William J. Butler des droits de la personne[1].
- Le prix du défenseur de la démocratie de l’Action mondiale des parlementaires
- Le prix Canada-Suède des droits de la personne.

Le 6 mai 2003, l'université du Québec à Montréal lui décerne « pour son éminente contribution au développement du droit international, pour le rôle de premier plan qu’il a joué dans la création d’une juridiction permanente visant la répression des crimes internationaux, pour son courage politique et sa détermination » le titre de docteur honoris causa.
En 2013, il a accepté de prêter son nom à une initiative du Centre canadien pour la justice internationale (CCJI) qui a fondé l'Institut Philippe Kirsch, un consortium de juges de la Cour Suprême, de juges de cours internationales et de juristes de renom dédié à l'éducation sur des enjeux de droit international humanitaire.  Le juge Kirsch a déclaré: « Je suis très honoré de me joindre à cette initiative »(...) « Je crois vivement que la formation offerte sera hautement recherchée [et] va apporter une contribution importante à la communauté juridique au Canada ».